# 沢崎浩平
沢崎 浩平（さわさき こうへい、1933年6月28日 - 1988年1月8日）は、フランス文学者。ロラン・バルトの翻訳で知られる。

## 経歴
1933年、東京都生まれ。1957年、東京大学文学部仏文科卒業。東京都立大学大学院に進み、同大学博士課程を1966年に修了。卒業後は母校の東京都立大学仏文科助教授となり、後に教授。
1988年1月2日、同日未明に死去したロシア文学者であった夫人の沢崎洋子の葬儀の打ち合わせ中に倒れ、そのまま死去。享年54歳。前年11月に助教授の足立和浩が46歳で急死した直後のことで、相次ぐ俊秀の死に都立大仏文科は衝撃に襲われた。

## 研究内容・業績
- 1985年、ロラン・バルトの著書『Incidents（英語版）(仏:アンシダン、英:インシデント)』を訳すにあたり、通常「出来事」「偶発事」などと訳されるが、沢崎は「偶景」という言葉を新たに造った。
- バルト本人の著書での「偶景（アンシダン）」の概念の説明では､「偶発的な小さな出来事、日常の些事、事故よりもはるかに重大ではないが、しかしおそらく事故よりももっと不安な出来事[2][3]」とある。

仏文科助手を務めていた内田樹は沢崎について、「温厚な方であったが、同時にたいへん篤学の人でもあった」と評している。

## 家族・親族
- 兄：沢崎順之助は英文学者。
- 夫人：沢崎洋子はロシア文学者

## 翻訳
- 『セラフィタ』（オノレ・ド・バルザック、国書刊行会、世界幻想文学大系） 1976、のち単行新装版 1995 ISBN 978-4336037459
- 『サン＝シモン主義の歴史』（セバスティアン・シャルレティ（フランス語版）、小杉隆芳共訳､法政大学出版局） 1986 ISBN 978-4588001802

### ロラン・バルト
- 『S/Z バルザック サラジーヌの構造分析』（ロラン・バルト、みすず書房） 1973 ISBN 978-4622019664
- 『テクストの快楽』（ロラン・バルト、みすず書房） 1977 ISBN 978-4622004714
- 『旧修辞学』（ロラン・バルト、みすず書房） 1979 ISBN 978-4622071273
- 『第三の意味 映像と演劇と音楽と』（ロラン・バルト、みすず書房） 1984 ISBN 978-4622004844
- 『美術論集 アルチンボルドからポップ・アートまで』（ロラン・バルト、みすず書房） 1986 ISBN 978-4622004912
- 『テクストの出口』（ロラン・バルト、みすず書房） 1987 ISBN 978-4622071556
- 『偶景』（ロラン・バルト、萩原芳子共訳、みすず書房） 1989　ISBN 978-4622049944